# Ross Smith
Ross Macpherson Smith (ur. 4 grudnia 1892 w Adelaide, zm. 13 kwietnia 1922 w Weybridge) – as myśliwski Royal Australian Air Force z 12 potwierdzonymi zwycięstwami w I wojnie światowej, dowódca No. 1 Squadron RAAF. Razem z bratem Keithem otrzymali tytuł szlachecki za pierwszy przelot samolotem z Anglii do Australii.

## Życiorys

### Dzieciństwo i młodość
Ross Macpherson Smith urodził się w Adelaide w stanie Australia Południowa w Australii jako drugi syn Andrew Bell Smitha, urodzonego w Szkocji, i Jessie. Ukończył Queen's School w Adelajdzie, naukę kontynuował w Warriston School w Moffat w Szkocji. Od 1910 roku służył jako kadet w Australian Mounted Cadets, a następnie w 10th Australian Regiment, the Adelaide Rifles. 3 sierpnia 1914 roku rozpoczął służbę w 3rd Light Horse Regiment, Australian Imperial Force. W październiku 1914 roku znalazł się w Egipcie, w 1915 roku brał udział w bitwie o Gallipoli. 5 września został promowany na stopień oficerski.
W czerwcu 1917 roku zaciągnął się do Royal Australian Air Force. Walczył w Egipcie w No. 1 Squadron RAAF. W czasie swojej służby odniósł 12 zwycięstw powietrznych. Pierwsze 1 września 1917 roku w okolicach Beersheba nad niemieckim samolotem Albatros D.III. W czasie służby w Egipcie Ross został odznaczony trzykrotnie Distinguished Flying Cross.

### Okres międzywojenny
Po zakończeniu wojny Ross jako drugi pilot brał udział w pionierskim locie z Kairu do Kalkuty, który miał miejsce od 29 listopada do 10 grudnia 1918. Rok później na samolocie Vickers Vimy wraz ze swoim bratem oraz dwoma mechanikami odbyli pionierski lot z Hounslow w Wielkiej Brytanii do Darwin w Australii. Lot trwał 28 dni, od 12 listopada do 10 grudnia 1919. Lotnicy przelecieli dystans 18 250 km. Ross i Keith otrzymali tytuł szlachecki, a mechanicy W. H. Shiers i J. M. Bennett promowani na oficerów. Cała czwórka podzieliła się nagrodą 10 000 funtów ufundowaną przez rząd australijski.
W 1922 bracia przygotowywali się do podjęcia kolejnego pionierskiego lotu. Chcieli na samolocie Vickers Viking dokonać przelotu dookoła świata. 13 kwietnia w czasie lotu próbnego Ross i jego mechanik Bennett testowali samolot. Na wysokości 1000 stóp nastąpiła awaria samolotu, który spadł i rozbił się o ziemię. Obaj lotnicy ponieśli śmierć na miejscu. Ciała obu lotników zostały przetransportowane do Adelajdy. 15 czerwca 1922 Ross Macpherson Smith został pochowany z honorami państwowymi w Adelajdzie.